# Magasin Vaxelaire (Nancy)
Le magasin Vaxelaire est un édifice situé dans la ville de Nancy, dans la Meurthe-et-Moselle en région Lorraine (Grand Est).

## Histoire
Le magasin Vaxelaire est construit pour François Vaxelaire-Claes, fondateur des grands magasins Au Bon Marché, à Bruxelles (1860), en Belgique. Vaxelaire avait précédemment ouvert à Nancy un premier magasin dans la rue Saint-Dizier (Vaxelaire, Pignot & Cie, 1886).
L'immeuble est construit sur les plans de l'architecte Charles André, son fils Émile et Eugène Vallin, entre 1899 et 1901, à l'angle de la rue Saint-Jean et de la rue Raugraff. 
La devanture de l'ancien magasin est inscrite au titre des monuments historiques par arrêté du 25 février 1994,.

## Description

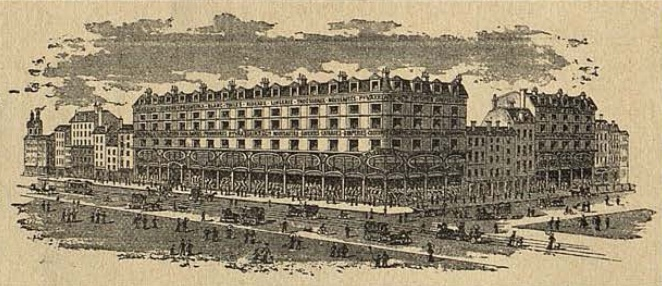
Grands Magasins F.Vaxelaire & Cie, rue Saint-Jean.
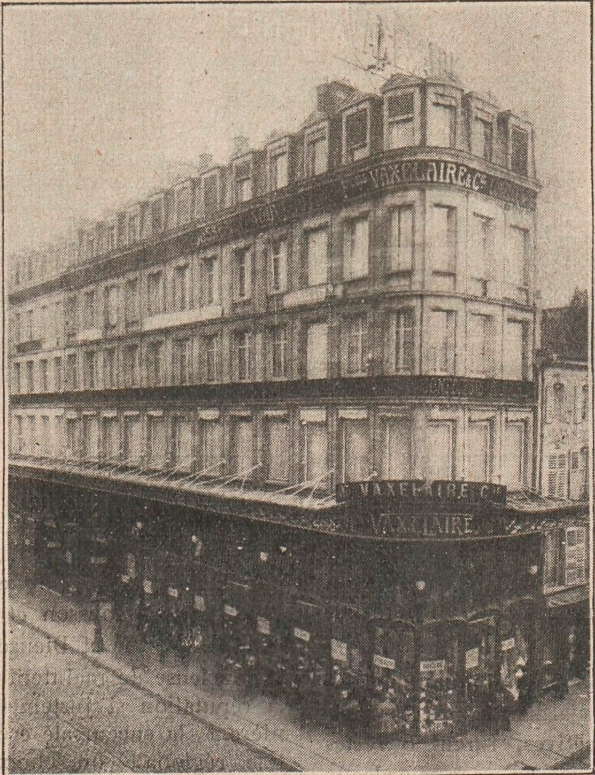
Fr. Vaxelaire & Cie (rue Saint-Jean, Nancy).
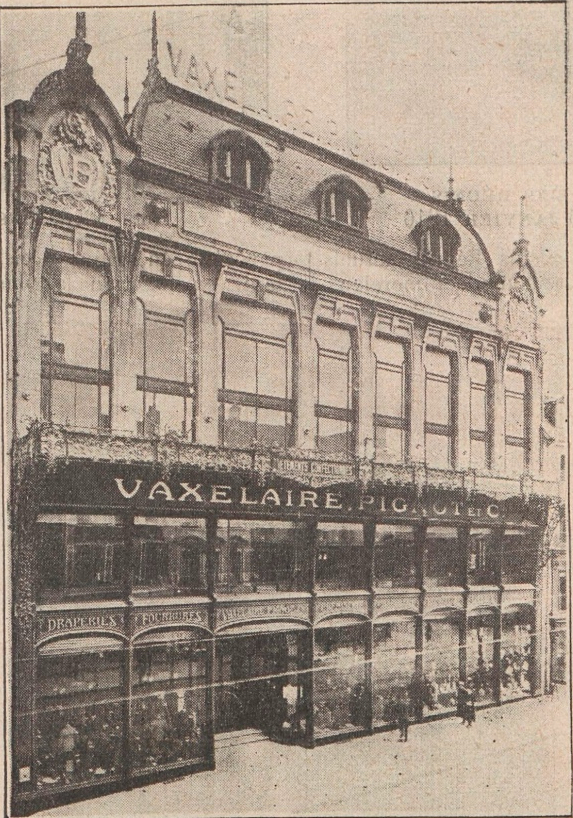
Facade de Vaxelaire, Pignot & Cie (rue Saint-Dizier, Nancy).
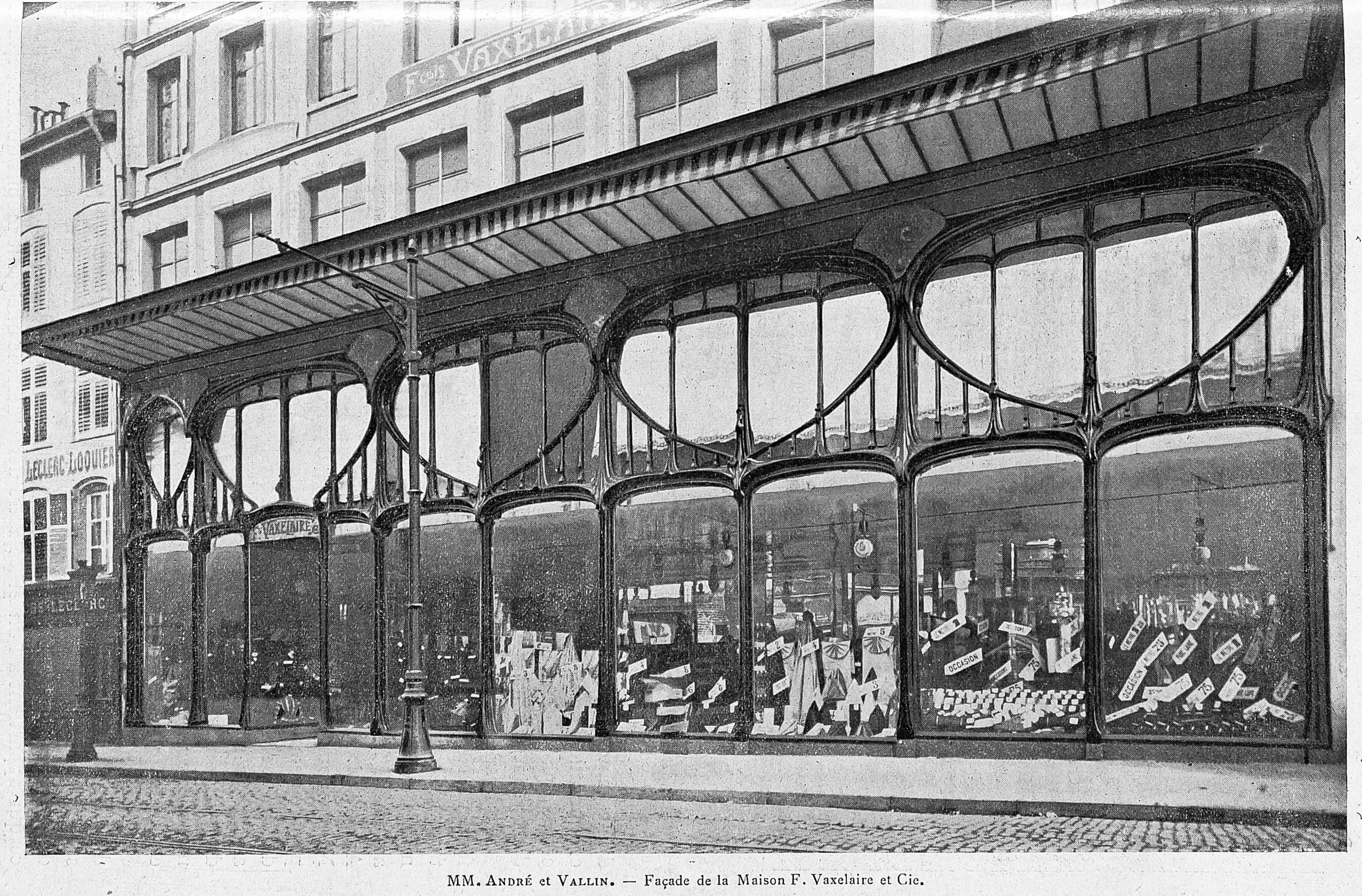
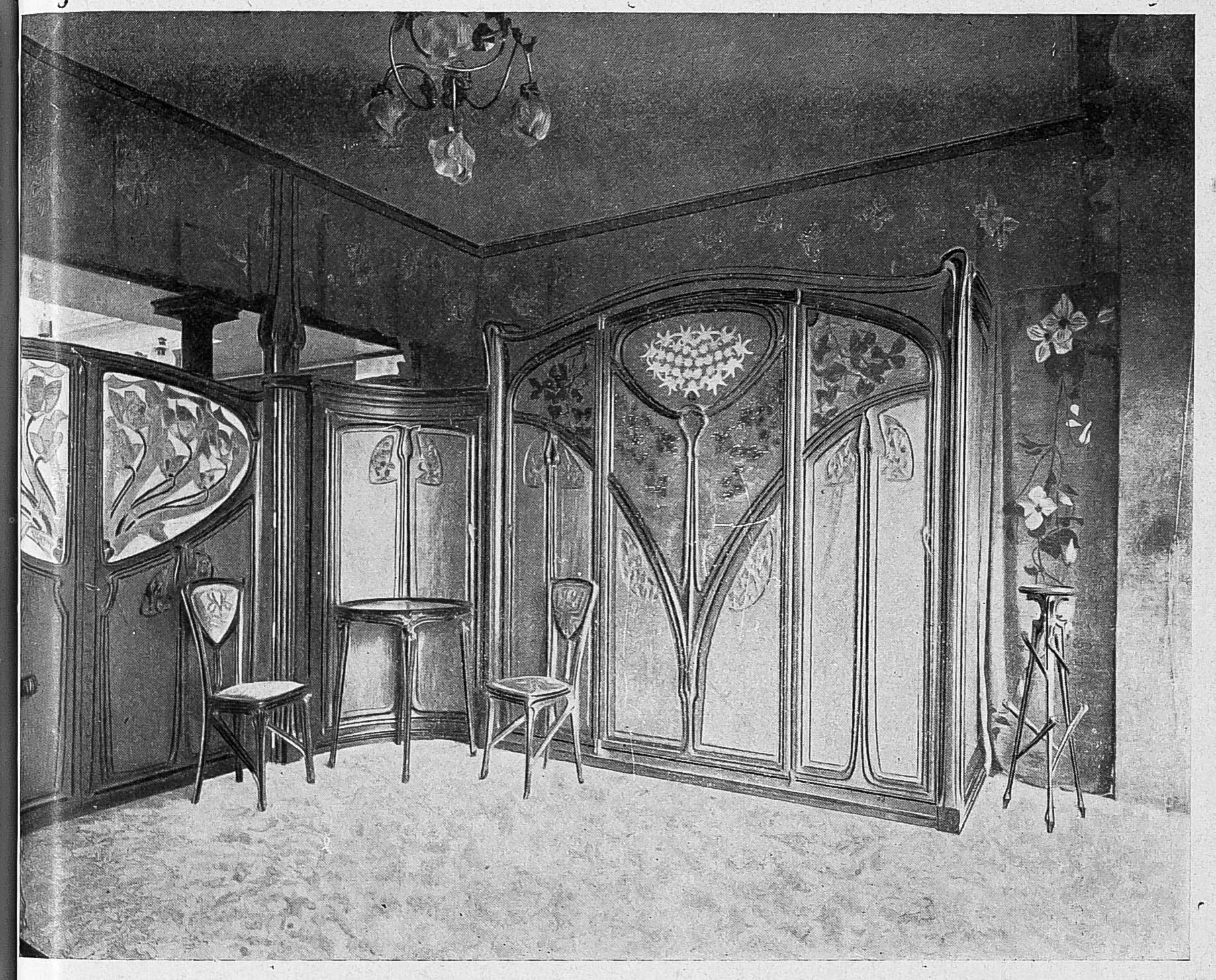
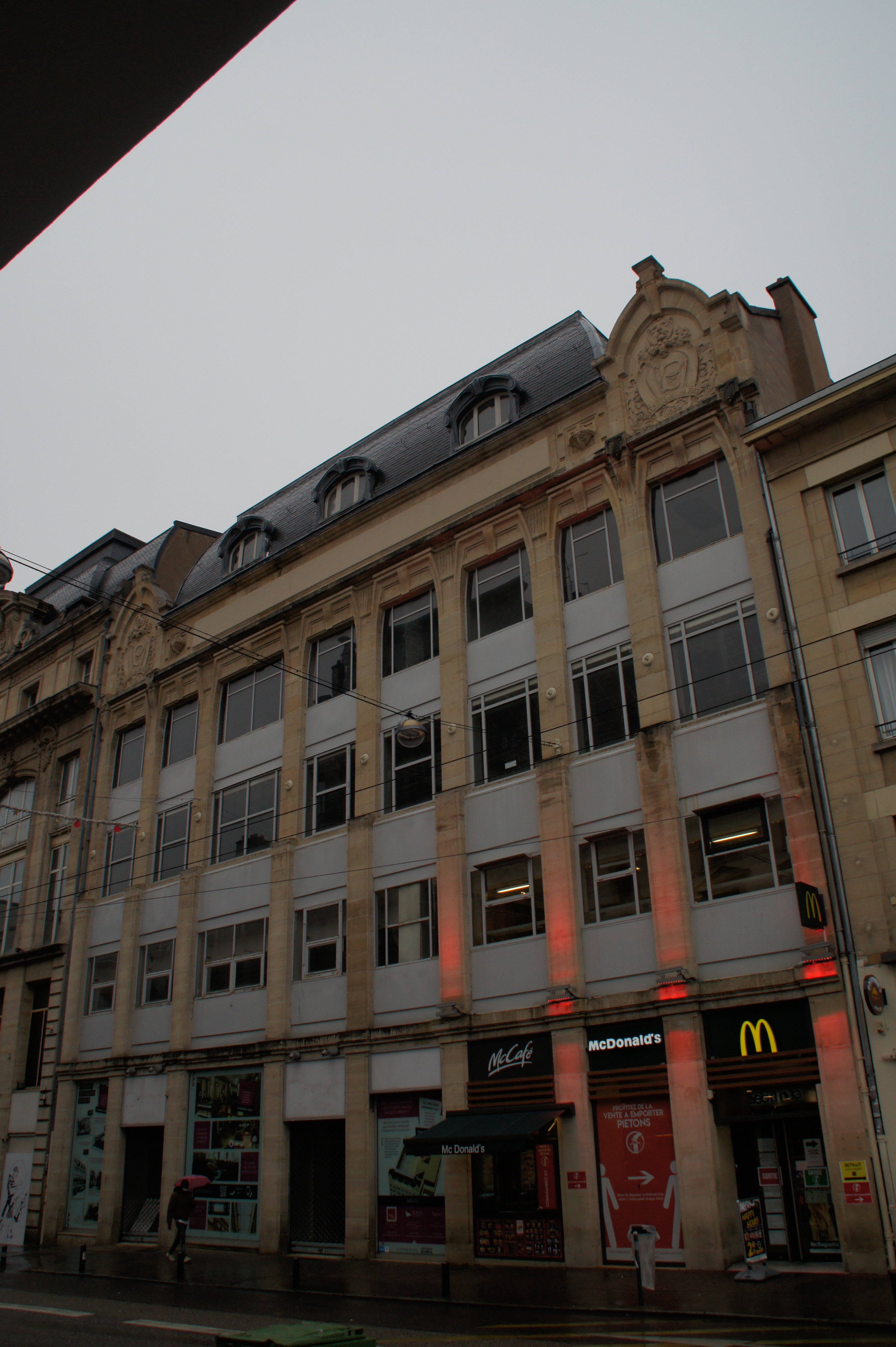
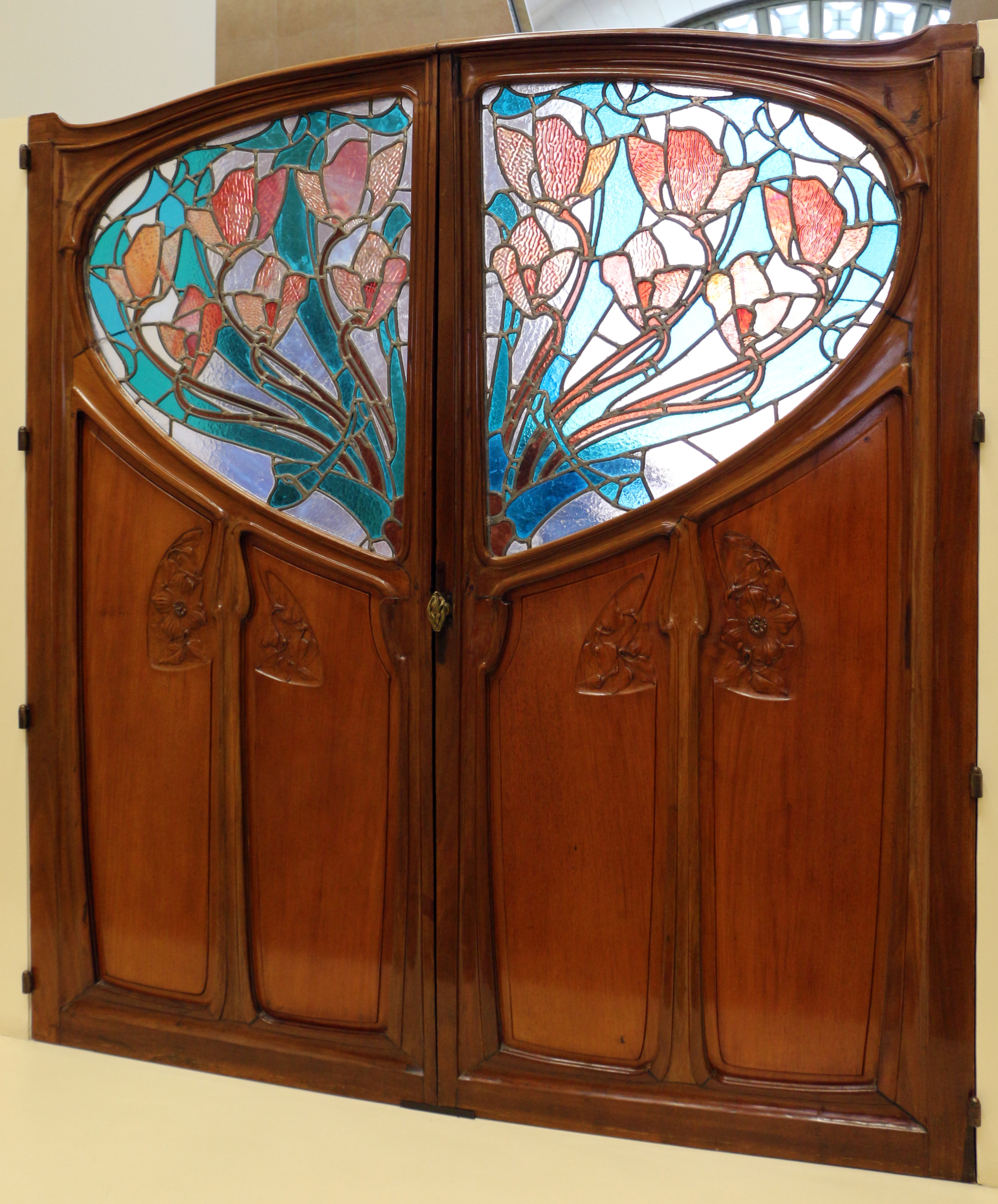